# Robert Crippen

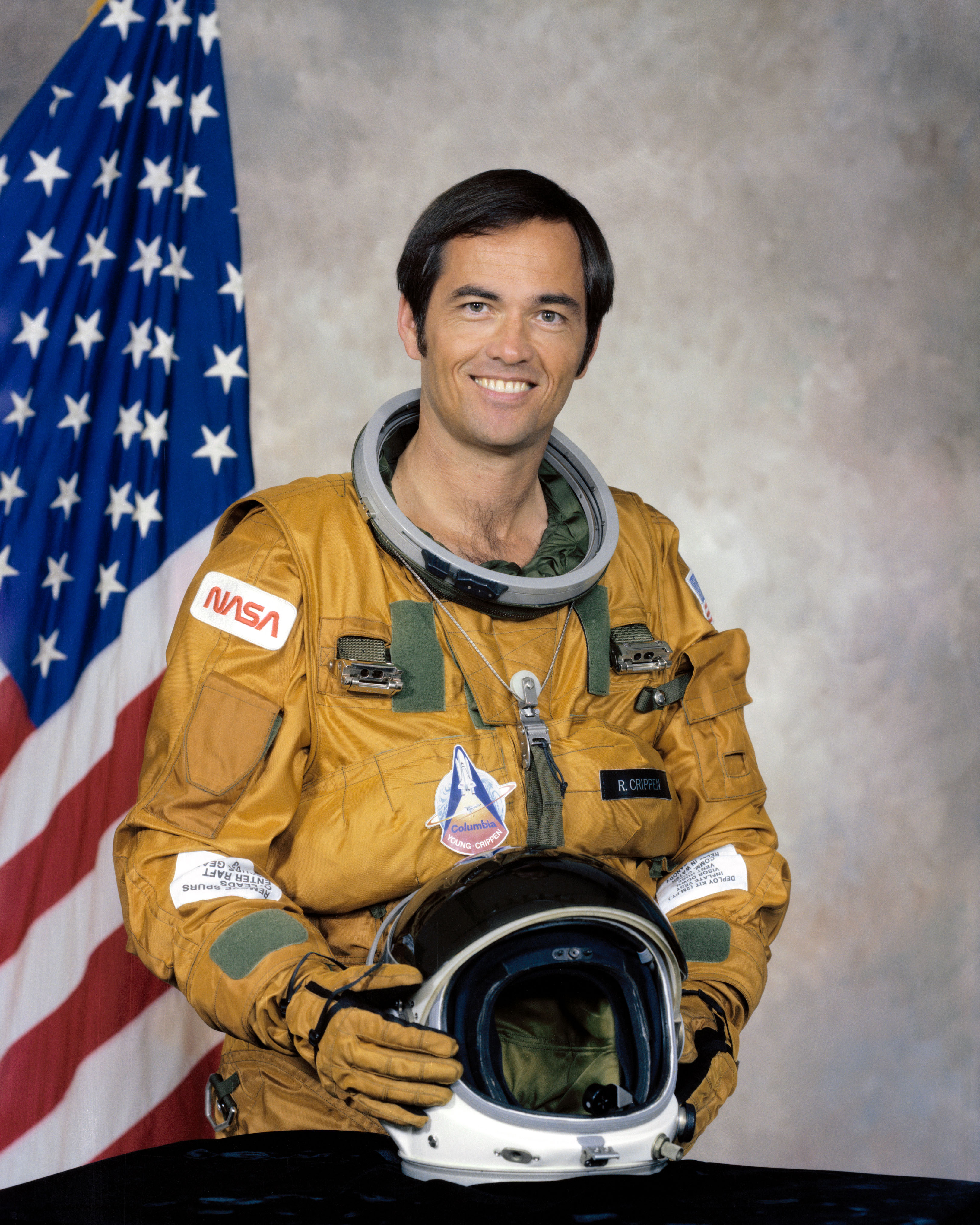
Robert Crippen

Robert Laurel Crippen (Beaumont, 11 september 1937) is een Amerikaans ingenieur en voormalig astronaut voor NASA. Hij vloog mee met vier spaceshuttle-missies, waaronder drie als commandant. Hij ontving onder andere de Congressional Space Medal of Honor.

## Biografie
Crippen volgde zijn middelbareschoolopleiding aan de New Caney High School in New Caney, Texas. Daarna ging hij luchtvaarttechniek studeren aan de Universiteit van Texas in Austin, alwaar hij in 1960 zijn bachelor haalde. Hij werd gekozen als lid van de Texas Alpha-tak van Sigma Gamma Tau.
Crippen nam na zijn studie deel aan het United States Navy's Aviation Officer Candidate School (AOCS) Program. Van juni 1962 tot November 1964 was hij piloot bij de marine. Hij werkte onder ander aan boord van het vliegdekschip USS Independence. Later ging hij studeren aan de USAF Aerospace Research Pilot School op de Edwards Air Force Base. Na zijn studie hier te hebben voltooid, bleef Crippen tot oktober 1966 bij Edwards als instructeur.
In september 1969 werd Crippen astronaut bij Nasa. Hij was lid van het ondersteunende team van de Skylab 2, Skylab 3, en Skylab 4-missies en voor het Apollo-Sojoez-testproject. Tevens was hij piloot van de eerste testvlucht van het spaceshuttleprogramma (STS-1, 12 – 14 april 12– 1981). Hij was commandant van drie andere shuttlemissies: STS-7, 18 - 24 juni 1983; STS-41C, 6 – 13 april 1984; en STS-41G, 6 – 13 oktober 1984. Crippen hield toezicht op de eerste spaceshuttlemissie met een vijfkoppige bemanning, de STS-7 (waar onder andere Sally Ride aan deelnam). Crippen zou ook meegaan als commandant tijdens de STS-1V/62-A missie, maar deze missie werd afgeblazen na het ongeluk met de Spaceshuttle Challenger.
Van januari 1990 tot januari 1992 was Crippen directeur, Space Shuttle, in NASA’s hoofdkwartier in Washington, D.C.. Hier was hij verantwoordelijk voor het gehele Shuttleprogramma. Crippen ging in januari 1992 met pensioen bij de marine, waarna hij directeur werd van NASA's Kennedy Space Center. Hij behield deze baan tot januari 1995. Onder zijn toezicht vonden er 22 spaceshuttle-lanceringen plaats vanaf Kennedy Space Center.
Van december 1996 tot april 2001 was Crippen president van Thiokol Propulsion. Crippen is getrouwd met Lee Puckett. Hij heeft drie dochters uit een vorig huwelijk.

## Prijzen en eerbetoon
Crippen’s werk heeft hem veel onderscheidingen opgeleverd, waaronder:
- De NASA Exceptional Service Medal in 1972
- Vijf prijzen in 1981, waaronder de Department of Defense Distinguished Service Award, The American Astronautical Society of Flight Achievement Award, The National Geographic Society's Gardiner Greene Hubbard Medal, en opname in de Aviation Hall of Fame.
- De Federal Aviation Administration's Award for Distinguished Service, the Goddard Memorial Trophy en de Harmon Trophy in 1982.
- De U.S. Navy Distinguished Flying Cross en een Defense Meritorious Service Medal in 1984.
- Outstanding Leadership Medal in 1988.
- Drie NASA Distinguished Service Medals in respectievelijk 1985, 1988 en 1993.
- De Congressional Space Medal of Honor op 6 april 2006.